# Jean-Baptiste Ripart
Pour les articles homonymes, voir Ripart.
Jean Baptiste Marie Joseph Solange Eugène Ripart (Bessines, 15 mai 1815 - Bourges, 17 octobre 1878) est un médecin, botaniste, mycologue et lichénologue français. Son abréviation botanique standard d'auteur est Ripart.

## Biographie
Médecin installé à Bourges, il étudie la flore du Cher, et en particulier les lichens, les bryophytes, les ronces (Rubus), les rosiers (Rosa) et les épervières (Hieracium). Lors de ces travaux de recherche, il découvre de nombreuses espèces nouvelles pour la science, qui sont par la suite publiées par Gaston Genevier en ce qui concerne les Rubus, et publiées par Alfred Déséglise en ce qui concerne les Rosa.
Son herbier est conservé au Muséum d'Histoire Naturelle de Bourges (code de l'index herbariorum : BOUM).
En son honneur, sont nommés :
- (Fungi : Agaricaceae) Ripartitella (Singer, 1947)
- (Fungi : Tricholomataceae) Ripartites (P.Karst., 1879)
- (Plantae : Caryophyllaceae) Cerastium ripartianum F.W.Schultz[2]
- (Plantae : Lamiaceae) Mentha ripartii Déségl. & Durand[3]
- (Plantae : Rosaceae) Ripartia (Gdgr., 1881), considéré comme synonyme du genre Rosa[4].
- (Plantae : Rosaceae) Rosa ripartii Déségl.[5]
- (Plantae : Rosaceae) Rubus ripartii Genev.[6]